# Звихнутий час
«Звихнутий час» (англ. Time Out of Joint) — антиутопічний роман американського письменника Філіпа Діка, вперше вийшов у формі роману в Сполучених Штатах 1959 року. Скорочена версія також виходила у британському науково-фантастичному журналі New Worlds Science Fiction кількома частинами з грудня 1959 по лютий 1960.
Українською мовою роман вийшов у видавництві «Komubook» 2022 року в перекладі Юлії Галети.
Роман уособлює багато тем Діка з його турботою про природу реальності та звичайних людей у звичайному житті, коли світ навколо них руйнується. Назва є посиланням на п'єсу Шекспіра «Гамлет». Рядок виголошує Гамлет після того, як його відвідав привид його батька і він дізнався, що його дядько Клавдій убив його батька; коротше кажучи, шокуюча надприродна подія, яка докорінно змінює те, як Гамлет сприймає державу та всесвіт («Час вийшов з ладу; о проклята злоба!/Що я коли-небудь був народжений, щоб це виправити!» [IV211-2]), як і кілька подій у романі.

## Короткий зміст сюжету
Регл Ґамм живе в 1959 році в тихому американському містечку. Його незвичайна професія полягає в тому, що він неодноразово вигравав грошовий приз у національному газетному конкурсі під назвою «Де буде наступний зелений чоловічок?». Ґамм 1959 року має деякі відмінності від нашого: автомобіль Tucker у виробництві, AM/FM-радіо рідко чи зовсім не існує, а Мерилін Монро — абсолютно невідома. На початку роману з Ґаммом починають відбуватися дивні речі. Підставка з безалкогольними напоями зникає, її замінює невеликий клаптик паперу, на якому друкованими літерами надруковано слова «ПРИСТАВКА ДЛЯ АЛКОГОЛЬНИХ НАПОЇВ». З'являються інтригуючі фрагменти справжнього 1959 року: стаття в журналі про Мерилін Монро, телефонна книга з переліком непрацюючих станцій і радіоприймачі, заховані в чужому домі. Люди, які не мають явного відношення до Ґамма, включно з військовими пілотами, які використовують радіопередавачі, називають його по імені. Мало хто з персонажів помічає це або відчуває подібні аномалії; єдиним винятком є гаданий зять Ґамма, Віктор «Вік» Нільсон, якому він довіряє. Сусідська жінка, місіс Кейтельбейн, запрошує його на урок цивільної оборони, де він бачить модель футуристичного підземного військового заводу. У нього непохитне відчуття, що він уже багато разів був у цій будівлі.
Поступово у Ґамма наростає розгубленість. Його сусід Білл Блек знає про ці події набагато більше, ніж він зізнається, і, спостерігаючи за цим, починає хвилюватися: «А раптом Рагл [Ґамм] знову стає нормальним?». Насправді, Ґамм дійсно приходить до тями, і обман, що його оточує (зведений для його захисту та експлуатації), починає розплутуватися.
Ґамм намагається втекти з міста, але його повертають назад кафкіанські перешкоди. Він бачить примірник журналу Time, на обкладинці якого він сам як Людина року, у військовій формі, на фабриці, зображеній на макеті. Він вдруге намагається втекти, цього разу з Віком, і йому це вдається. Він дізнається, що його ідилічне місто — це сконструйована реальність, покликана захистити його від страшного факту, що він живе на тодішній майбутній Землі (приблизно 1998), яка воює проти місячних колоністів, які борються за постійне місячне поселення, політично незалежне від Землі.
Ґамм володіє унікальною здатністю передбачати, куди будуть спрямовані ядерні удари колоністів. Раніше Ґамм виконував цю роботу для військових, але потім перейшов на бік колоністів і планував таємно емігрувати на Місяць. Але перш ніж це встигло статися, він почав відступати у світ фантазій, заснований переважно на відносно ідилічному оточенні його глибокої юності. Він більше не міг нести свою відповідальність як єдиний захисник Землі від ядерних наступів, розпочатих на Місяці. Таким чином, на руїнах Кеммерера, штат Вайомінг, було створено фальшиве місто, щоб вмістити та раціоналізувати його відхід у дитинство, щоб він міг продовжувати передбачати ядерні удари під виглядом подання заявок на нешкідливий газетний конкурс і без етичних сумнівів, пов'язаних з перебуванням на «неправильній» стороні громадянської війни. У той час як Ґамм сам повернувся до мислення 1950-х років, решта міста, за кількома винятками, як-от Блек, були введені в подібний стан штучно, пояснюючи, чому навряд чи хтось інший міг сприймати аномалії.
Коли Ґамм нарешті згадує свою справжню особисту історію, він все-таки вирішує емігрувати на Місяць, оскільки відчуває, що дослідження та міграція, як основні людські імпульси, ніколи не повинні відмовляти людям жодним національним чи планетарним урядом. Вік відкидає цю думку, називаючи колоністів агресорами та терористами, і повертається до симуляції міста, яке втратило сенс існування через втечу Ґамма з його околиць. Книга закінчується з надією на мир, адже місячні колоністи більш охоче йдуть на переговори, ніж про це говорив своїм громадянам земний режим «Єдиного щасливого світу».

## Рецепція
Дейв Ленгфорд написав рецензію на Time Out of Joint для White Dwarf № 57 і заявив, що «Бувають класичні моменти, як-от, коли реальність зриває запобіжник і на очах у Ґамма розпадається кіоск з безалкогольними напоями, залишаючи лише клаптик паперу з написом „КІОСК З Безалкогольними Напоями“».
Колін Ґрінленд опублікував рецензію на Time Out of Joint для журналу Imagine і заявив, що «Як завжди, безпристрасне розслідування Діка в параноїдальному світі розкриває більш ніж достатньо ірреальні виміри нашого власного „безпечного“ середовища».

## Відгуки
- Огляд Фредеріка Поля (1959) в If, листопад 1959 р.[5]
- Рецензія П. Шуйлера Міллера (1960) у Astounding Science Fiction, січень 1960 р.
- Рецензія [французькою] від Жоеля Гуссена? (1975) у Fiction, № 259-260.
- Рецензія Теодора Стерджена (1981) у журналі Rod Serling's The Twilight Zone Magazine, вересень 1981 р.
- Рецензія Гелен МакНабб (1984) у Paperback Inferno, № 51.
- Рецензія Стівена Лемана (1985) у Fantasy Review, лютий 1985 р.
- Рецензія Девіда Прінгла (1985) у журналі «Наукова фантастика: 100 найкращих романів».
- Рецензія [французькою] Еріка Санвуазена (1988) у Fiction, № 395.
- Рецензія [французькою] Іва Потена (2000) у Bifrost, № 18.
- Рецензія [іспанською] Альберто Каїро (2001) у Las 100 mejores novelas de ciencia fikción del siglo XX.
- Огляд Л. Дж. Херста (2004) у Vector 235.
- Рецензія Грема Слейта (2006) у Locus, № 547, серпень 2006 р.
- Огляд Гая Селвіджа (2012) у SF Commentary, № 83.

## Український переклад
- Дік, Філіп. К. Звихнутий час / Пер. з англ.: Юлія Галета — Київ: Комубук, 2022. — 296 с. ISBN 978-617-7438-37-2